# پیتر، دوک کویمبرا
پیتر کویمبرا (انگلیسی: Peter؛ ۹ دسامبر ۱۳۹۲ – ۲۰ مهٔ ۱۴۴۹)، اینفانته خاندان اویش، پسر ژواو یکم پادشاه پرتغال و همسرش فیلیپا بود.